# Зірнах
Зірнах (нім. Sirnach) — громада  в Швейцарії в кантоні Тургау, округ Мюнхвілен.

## Географія
Зірнах має площу 12,4 км², з яких на 22,1% дозволяється будівництво (житлове та будівництво доріг), 50,5% використовуються в сільськогосподарських цілях, 24,7% зайнято лісами, 2,7% не є продуктивними (річки, льодовики або гори).

## Демографія
2019 року в громаді мешкало 7803 особи (+10,1% порівняно з 2010 роком), іноземців було 24,5%. Густота населення становила 630 осіб/км².
За віковим діапазоном населення розподілялося таким чином: 19,4% — особи молодші 20 років, 63,6% — особи у віці 20—64 років, 17% — особи у віці 65 років та старші. Було 3422 помешкань (у середньому 2,3 особи в помешканні).
Із загальної кількості 3822 працюючих 106 було зайнятих в первинному секторі, 1074 — в обробній промисловості, 2642 — в галузі послуг.